# Plata (recipient)
|  | Per a altres significats, vegeu «Plata (desambiguació)». |

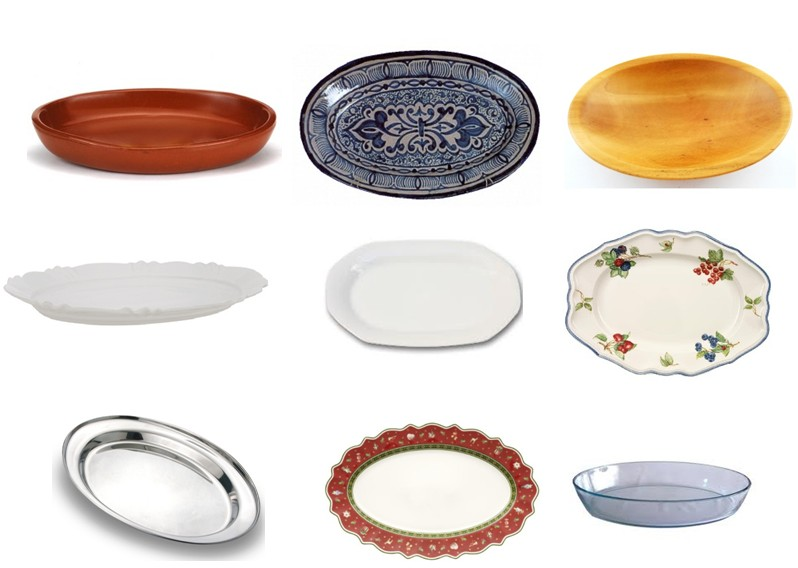
Plates ovalades de diferents materials.

Una plata, com a recipient físic, és un plat gran utilitzat per servir aliments a taula (tant sòlids com líquids), és un hiperònim d'atuell, de vegades anomenat enciamera, Pot estar feta de diferents materials, com ara: metall, fusta, ceràmica, plàstic, etc,,També, per sinècdoque, es pot dir "plata" al contingut del recipient, per exemple: 'una plata d'amanida', referint-se a l'amanida continguda dins d'una plata.

## Història
Les plates de vaixella en l'antiguitat es fabricaven de fang, ceràmica, fusta, bronze i altres metalls, de mica en mica van evolucionar cap a les porcellanes (anglesa, xinesa, faiança) i, en el camp industrial, cap al gres, el cristall, i diversos materials refractaris. Hi ha plates llises i adornades, adequades per a ocasions més formals, que poden ser de plata, amb exemplars antics que es consideren bastant valuosos. S'han fabricat també plates cerimonials, especialment cares, fetes d'or.

## Peces de terrissa i ceràmica
En terrissa i ceràmica, una plata és l'atuell còncau d'àmplia base, generalment de base rodona o ovalada. Al segle xviii s'han documentat plates bastes (no vidriades o envernissades amb vernís de plom); i enciameres a la moda de plata, de vora retallada, imitació en ceràmica de les elaborades en les argenteries. Segons Álvaro Zamora, aquest tipus de peces es van fabricar en olleries aragoneses com les de Terol, Codos, Tobed, Alpartir.

## Galeria

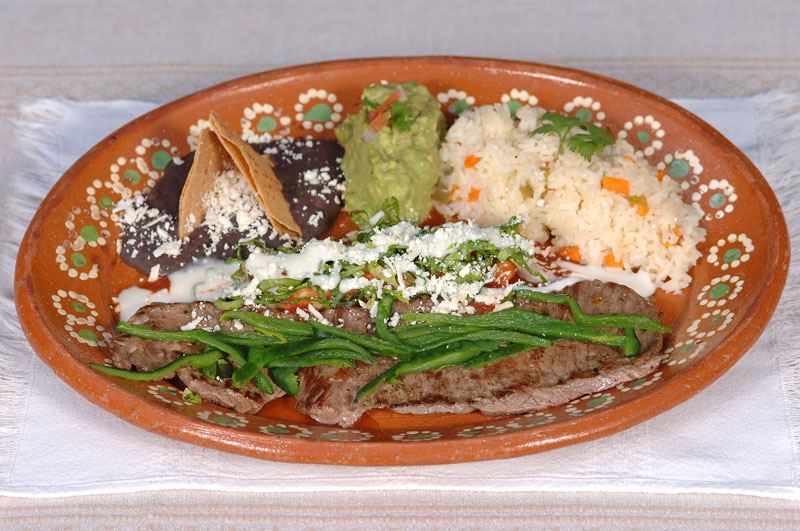
Plata de Carn a la tampiqueña.
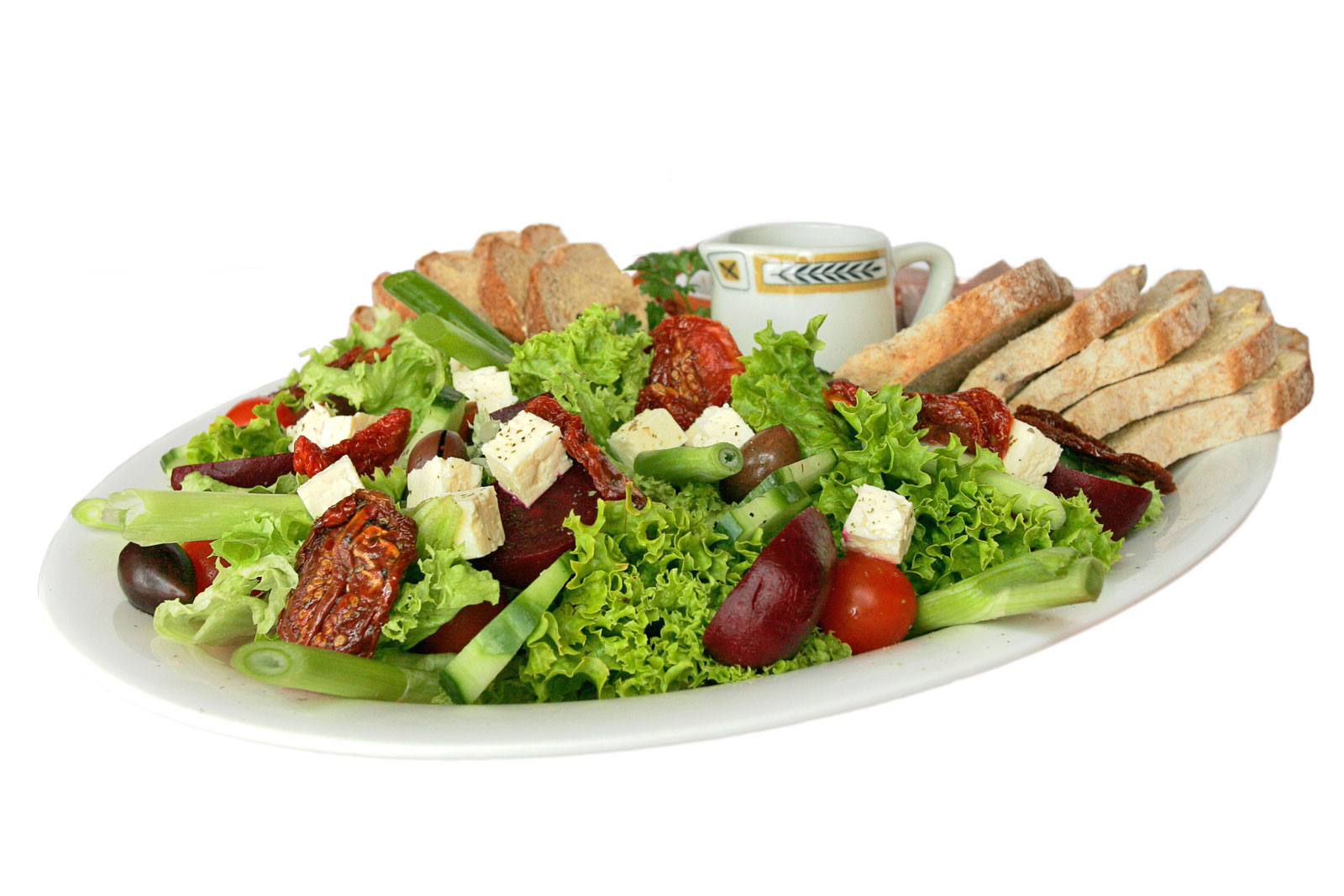
Plata d'amanida.
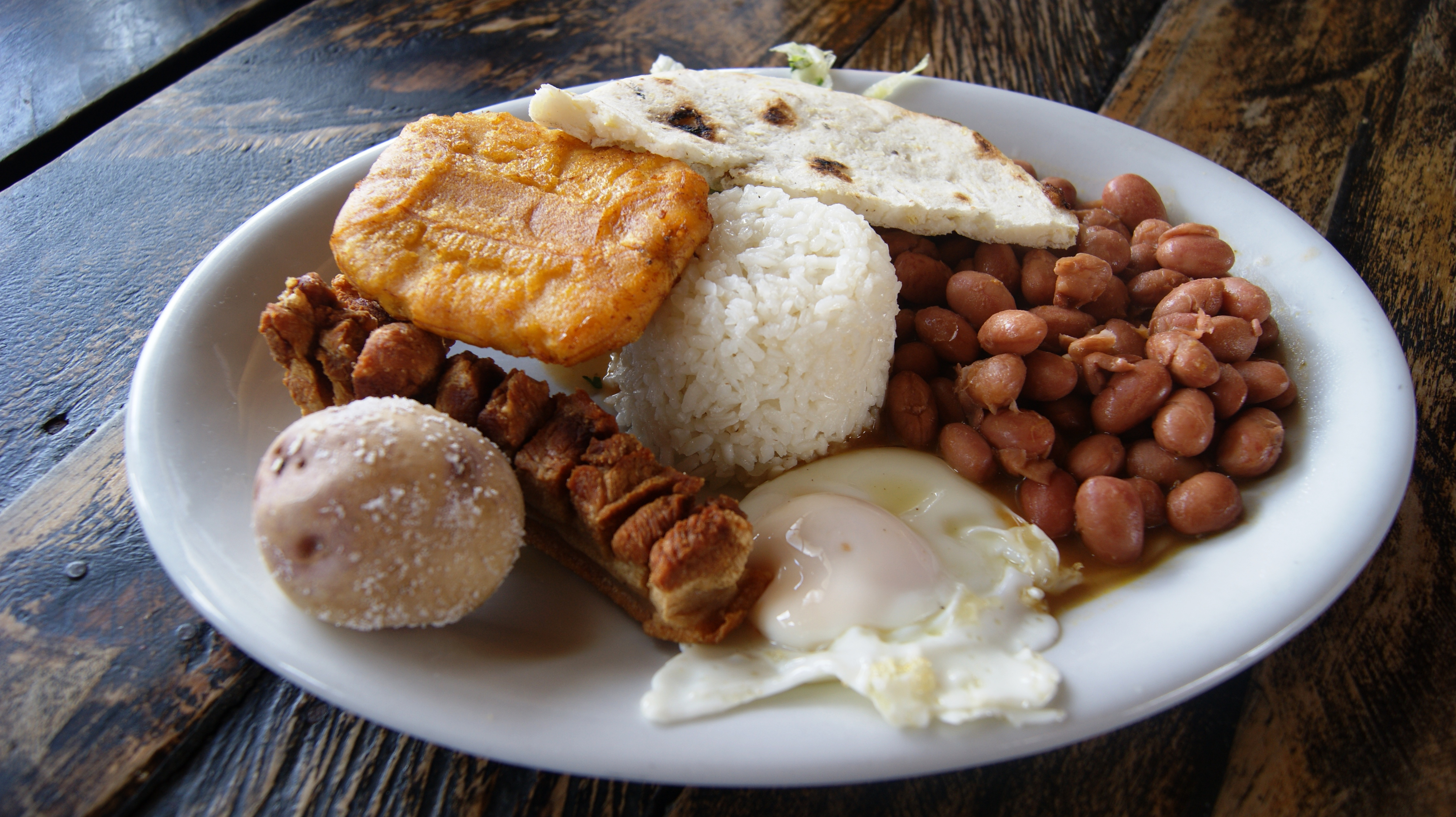
Plata de menjar típic de la cuina colombiana (Regió de Paisa)